# Cape Northrop
Cape Northrop är en udde i Antarktis. Den ligger i Västantarktis. Argentina, Chile och Storbritannien gör anspråk på området.
Terrängen inåt land är varierad. Cape Northrop ligger uppe på en höjd som går i nord-sydlig riktning. Trakten är obefolkad. 